# Hall of Fame Tennis Championships 2004 - Qualificazioni singolare
Le qualificazioni del singolare  dell'Hall of Fame Tennis Championships 2004 sono state un torneo di tennis preliminare per accedere alla fase finale della manifestazione. I vincitori dell'ultimo turno sono entrati di diritto nel tabellone principale. In caso di ritiro di uno o più giocatori aventi diritto a questi sono subentrati i lucky loser, ossia i giocatori che hanno perso nell'ultimo turno ma che avevano una classifica più alta rispetto agli altri partecipanti che avevano comunque perso nel turno finale.
Le qualificazioni del torneo Hall of Fame Tennis Championships 2004 prevedevano 32 partecipanti di cui 4 sono entrati nel tabellone principale.

## Teste di serie
1. Glenn Weiner (Qualificato)
2. Robert Kendrick (ultimo turno)
3. Eric Taino (primo turno)
4. Frédéric Niemeyer (primo turno)

1. Frank Dancevic (ultimo turno)
2. Michal Mertiňák (Qualificato)
3. Dušan Vemić (primo turno)
4. Rik De Voest (primo turno)

## Qualificati
1. Glenn Weiner
2. Brian Baker

1. Rajeev Ram
2. Michal Mertiňák

## Tabellone

### Legenda
| - Q = Qualificato - WC = Wild card - LL = Lucky loser | - ALT = Alternate - SE = Special Exempt - PR = Protected Ranking | - w/o = Walkover - r = Ritirato - d = Squalificato |

### Sezione 1
|  | Primo turno     | Primo turno      | Primo turno   | Primo turno | Primo turno |  |  | Secondo turno | Secondo turno  | Secondo turno  | Secondo turno  | Secondo turno |    |   | Ultimo turno | Ultimo turno | Ultimo turno | Ultimo turno | Ultimo turno |  |
|  |                 |                  |               |             |             |  |  |               |                |                |                |               |    |   |              |              |              |              |              |  |
|  | 1               | Glenn Weiner     | 63            | 6           | 6           |  |  |               |                |                |                |               |    |   |              |              |              |              |              |  |
|  |                 | Zack Fleishman   | 7             | 2           | 2           |  |  | 1             | Glenn Weiner   | Glenn Weiner   | 7              | 6             |    |   |              |              |              |              |              |  |
|  | Jamie Gresh     | Jamie Gresh      | 4             | 6           | 6           |  |  |               | Jamie Gresh    | Jamie Gresh    | 5              | 4             |    |   |              |              |              |              |              |  |
|  | Justin Slattery | Justin Slattery  | 6             | 4           | 4           |  |  |               |                |                |                |               |    |   | 1            | Glenn Weiner | 5            | 7            | 7            |  |
|  | Dustin Brown    | Dustin Brown     | Dustin Brown  | 6           | 6           |  |  |               |                | 5              | Frank Dancevic | 7             | 62 | 5 |              |              |              |              |              |  |
|  | Rameez Junaid   | Rameez Junaid    | Rameez Junaid | 4           | 2           |  |  |               | Dustin Brown   | Dustin Brown   | 3              | 2             |    |   |              |              |              |              |              |  |
|  | 5               | Frank Dancevic   | 2             | 6           | 6           |  |  | 5             | Frank Dancevic | Frank Dancevic | 6              | 6             |    |   |              |              |              |              |              |  |
|  |                 | Toshihide Matsui | 6             | 1           | 2           |  |  |               |                |                |                |               |    |   |              |              |              |              |              |  |

### Sezione 2
|  | Primo turno    | Primo turno     | Primo turno  | Primo turno | Primo turno |  |  | Secondo turno | Secondo turno   | Secondo turno | Secondo turno | Secondo turno |   |   | Ultimo turno | Ultimo turno    | Ultimo turno | Ultimo turno | Ultimo turno |  |
|  |                |                 |              |             |             |  |  |               |                 |               |               |               |   |   |              |                 |              |              |              |  |
|  | 2              | Robert Kendrick | 5            | 6           | 6           |  |  |               |                 |               |               |               |   |   |              |                 |              |              |              |  |
|  |                | Jaymon Crabb    | 7            | 1           | 2           |  |  | 2             | Robert Kendrick | 4             | 7             | 6             |   |   |              |                 |              |              |              |  |
|  | Marc Kimmich   | Marc Kimmich    | 3            | 6           | 7           |  |  |               | Marc Kimmich    | 6             | 65            | 4             |   |   |              |                 |              |              |              |  |
|  | Andres Pedroso | Andres Pedroso  | 6            | 3           | 5           |  |  |               |                 |               |               |               |   |   | 2            | Robert Kendrick | 1            | 6            | 3            |  |
|  | Luka Gregorc   | Luka Gregorc    | 7            | 65          | 6           |  |  |               |                 |               | Brian Baker   | 6             | 3 | 6 |              |                 |              |              |              |  |
|  | Alex Witt      | Alex Witt       | 5            | 7           | 4           |  |  | Luka Gregorc  | Luka Gregorc    | Luka Gregorc  | 2             | 0r            |   |   |              |                 |              |              |              |  |
|  |                | Brian Baker     | Brian Baker  | 7           | 6           |  |  | Brian Baker   | Brian Baker     | Brian Baker   | 6             | 1             |   |   |              |                 |              |              |              |  |
|  | 8              | Rik De Voest    | Rik De Voest | 5           | 4           |  |  |               |                 |               |               |               |   |   |              |                 |              |              |              |  |

### Sezione 3
|  | Primo turno        | Primo turno        | Primo turno        | Primo turno | Primo turno |  |  | Secondo turno     | Secondo turno     | Secondo turno     | Secondo turno     | Secondo turno     |    |   | Ultimo turno | Ultimo turno | Ultimo turno | Ultimo turno | Ultimo turno |  |
|  |                    |                    |                    |             |             |  |  |                   |                   |                   |                   |                   |    |   |              |              |              |              |              |  |
|  |                    | Rajeev Ram         | 4                  | 7           | 6           |  |  |                   |                   |                   |                   |                   |    |   |              |              |              |              |              |  |
|  | 3                  | Eric Taino         | 6                  | 62          | 4           |  |  | Rajeev Ram        | Rajeev Ram        | Rajeev Ram        | 6                 | 6                 |    |   |              |              |              |              |              |  |
|  | David Martin       | David Martin       | 6                  | 7           | 6           |  |  | David Martin      | David Martin      | David Martin      | 4                 | 4                 |    |   |              |              |              |              |              |  |
|  | Diego Ayala        | Diego Ayala        | 7                  | 63          | 3           |  |  |                   |                   |                   |                   |                   |    |   | Rajeev Ram   | Rajeev Ram   | Rajeev Ram   | 7            | 6            |  |
|  | K. J. Hippensteel  | K. J. Hippensteel  | K. J. Hippensteel  | 7           | 7           |  |  |                   |                   | K. J. Hippensteel | K. J. Hippensteel | K. J. Hippensteel | 62 | 3 |              |              |              |              |              |  |
|  | Huntley Montgomery | Huntley Montgomery | Huntley Montgomery | 65          | 5           |  |  | K. J. Hippensteel | K. J. Hippensteel | K. J. Hippensteel | 6                 | 7                 |    |   |              |              |              |              |              |  |
|  |                    | Thomas Blake       | 3                  | 7           | 7           |  |  | Thomas Blake      | Thomas Blake      | Thomas Blake      | 4                 | 610               |    |   |              |              |              |              |              |  |
|  | 7                  | Dušan Vemić        | 6                  | 5           | 62          |  |  |                   |                   |                   |                   |                   |    |   |              |              |              |              |              |  |

### Sezione 4
|  | Primo turno        | Primo turno        | Primo turno        | Primo turno | Primo turno |  |  | Secondo turno      | Secondo turno      | Secondo turno      | Secondo turno   | Secondo turno   |   |   | Ultimo turno | Ultimo turno       | Ultimo turno       | Ultimo turno | Ultimo turno |  |
|  |                    |                    |                    |             |             |  |  |                    |                    |                    |                 |                 |   |   |              |                    |                    |              |              |  |
|  |                    | Travis Rettenmaier | 65                 | 7           | 6           |  |  |                    |                    |                    |                 |                 |   |   |              |                    |                    |              |              |  |
|  | 4                  | Frédéric Niemeyer  | 7                  | 5           | 2           |  |  | Travis Rettenmaier | Travis Rettenmaier | Travis Rettenmaier | 6               | 7               |   |   |              |                    |                    |              |              |  |
|  | Juan-Ignacio Cerda | Juan-Ignacio Cerda | Juan-Ignacio Cerda | 6           | 7           |  |  | Juan-Ignacio Cerda | Juan-Ignacio Cerda | Juan-Ignacio Cerda | 3               | 5               |   |   |              |                    |                    |              |              |  |
|  | Zach Dailey        | Zach Dailey        | Zach Dailey        | 2           | 5           |  |  |                    |                    |                    |                 |                 |   |   |              | Travis Rettenmaier | Travis Rettenmaier | 4            | 62           |  |
|  | Travis Parrott     | Travis Parrott     | Travis Parrott     | 6           | 6           |  |  |                    |                    | 6                  | Michal Mertiňák | Michal Mertiňák | 6 | 7 |              |                    |                    |              |              |  |
|  | James Cerretani    | James Cerretani    | James Cerretani    | 4           | 2           |  |  |                    | Travis Parrott     | Travis Parrott     | 65              | 3               |   |   |              |                    |                    |              |              |  |
|  | 6                  | Michal Mertiňák    | Michal Mertiňák    | 6           | 6           |  |  | 6                  | Michal Mertiňák    | Michal Mertiňák    | 7               | 6               |   |   |              |                    |                    |              |              |  |
|  |                    | Scott Lipsky       | Scott Lipsky       | 3           | 3           |  |  |                    |                    |                    |                 |                 |   |   |              |                    |                    |              |              |  |